# Amarula

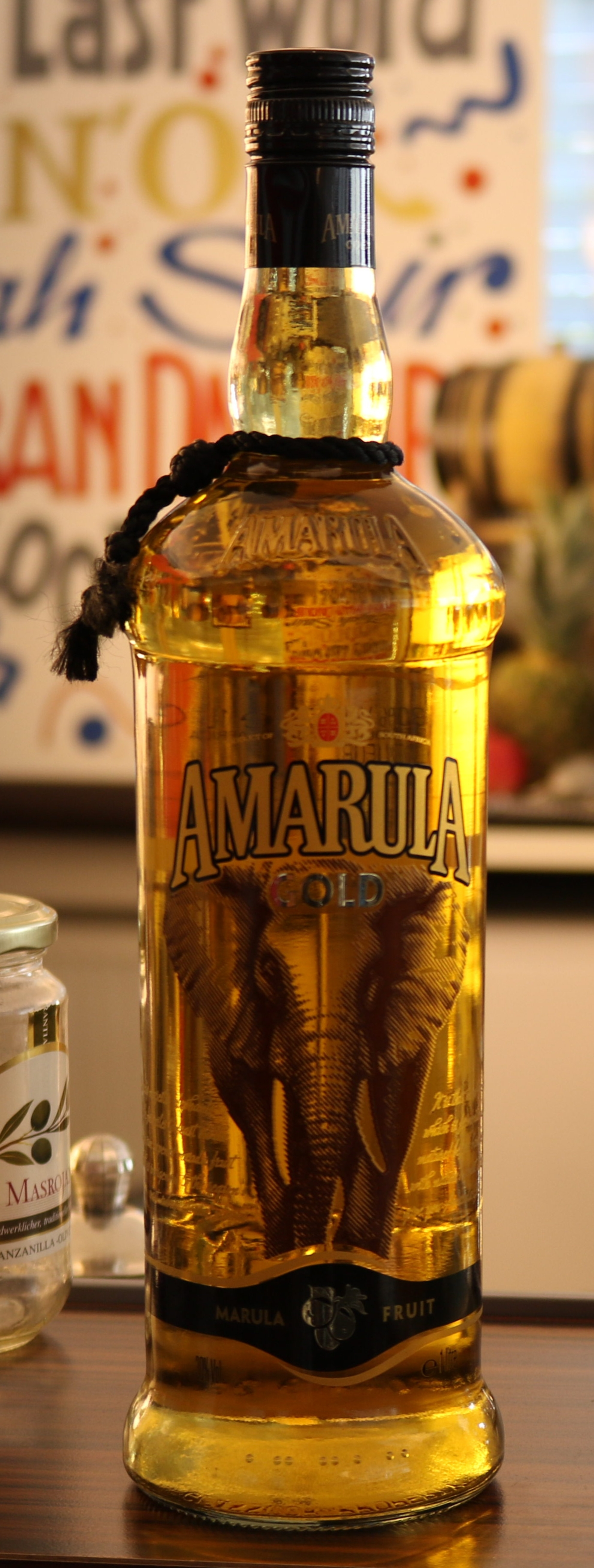
Amarula Gold

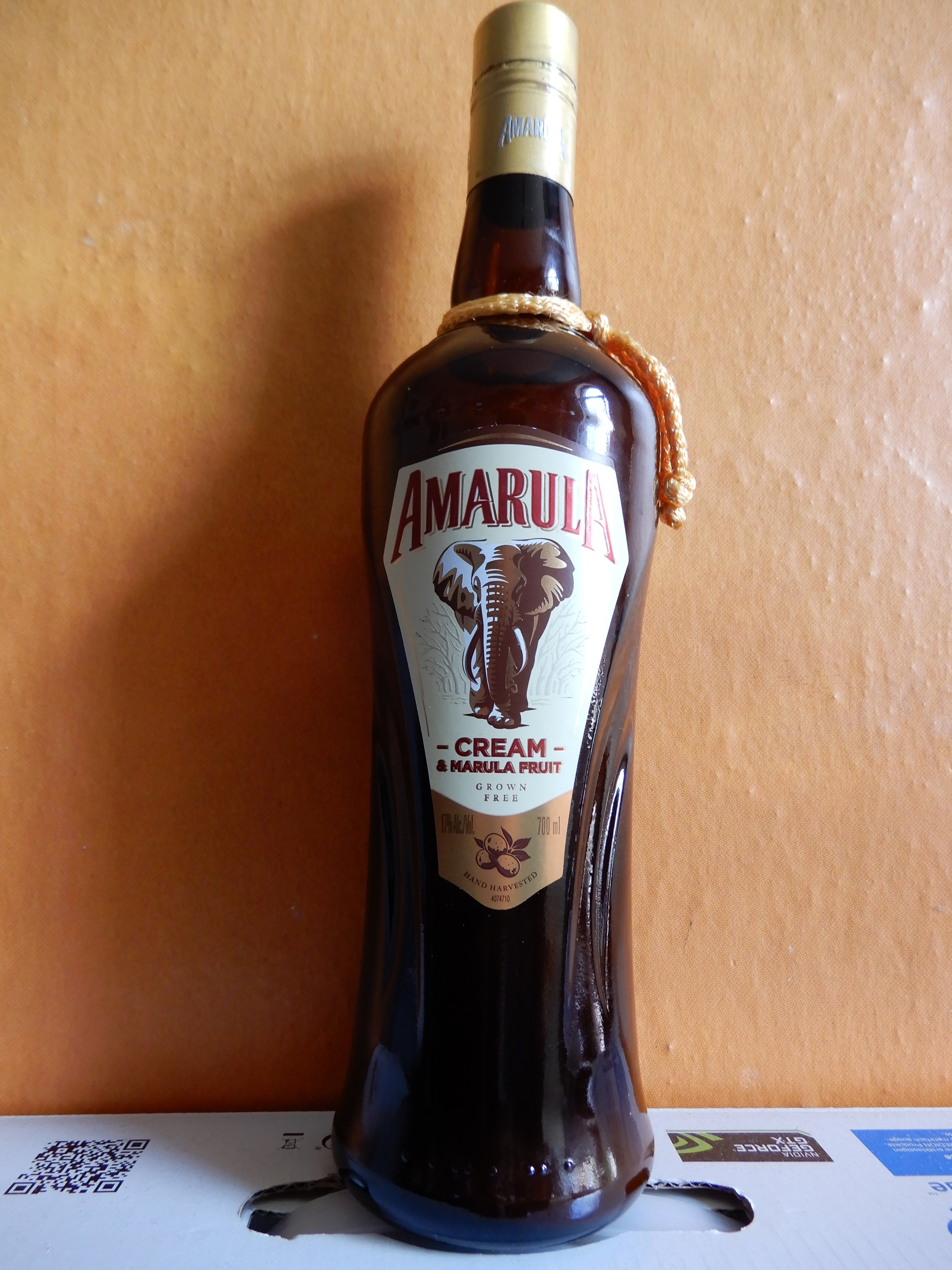
Amarula Cream

Amarula ist eine südafrikanische Marke für Spirituosen und vor allem bekannt für den gleichnamigen Wildfrucht-Sahne-Likör. Er wird mit einem Destillat aus den Früchten des Marula-Baums aromatisiert und schmeckt nach leicht fruchtigem Karamell. Der Likör ist in mehr als 100 Ländern weltweit erhältlich.
Hersteller des Likörs ist das Unternehmen Amarula Distillers Corporation aus Stellenbosch in Südafrika. In Deutschland wird Amarula durch Semper idem Underberg, ein Unternehmen der Underberg-Gruppe, vertrieben.

## Herstellung
Der Marula-Baum wächst nur im subäquatorialen Afrika, im Wildschutzgebiet Kruger-Nationalpark, in Botswana, Eswatini, Namibia und Simbabwe.
Die Marula-Bäume, die laubreich, trotzdem aber dürrebeständig sind, erreichen Höhen von 9–18 m und tragen jährlich 500 kg und mehr Früchte. Normalerweise erscheinen die männlichen und weiblichen Blüten im Frühling an verschiedenen Bäumen, gelegentlich können sie jedoch auch am gleichen Baum auftreten. Die männlichen Blüten produzieren Pollen, während die weiblichen Bäume im Hochsommer letztlich die gelben Marula-Früchte tragen.
Die zunächst olivgrünen, erntereif dann goldgelben Früchte des weiblichen Marula-Baums werden im Februar, dem südafrikanischen Hochsommer, geerntet. Die Frucht hat eine längliche Form und die Größe einer mittelgroßen Pflaume. Die reife Frucht hat eine lederne Schale, die weißes, faseriges Fleisch und einen großen Stein umschließt. Die Marula-Frucht ist reich an Vitamin C, Kalium, Calcium und Magnesium. Der Stein enthält zwei oder drei Kerne, die reichhaltig an Öl und Protein sind.
Nach der Ernte werden die Kerne entfernt, das Fleisch aus der Schale herausgepresst und anschließend vergoren. Nach dem Gärungsprozess wird der frische Marula-Wein doppelt destilliert und das Destillat anschließend zwei Jahre in Eichenfässern gelagert. Schließlich werden unter anderem Zucker und Sahne hinzugefügt und der fertige Likör in Flaschen abgefüllt.

## Varianten
- Amarula Cream (seit 1989)[2] – Sahnelikör auf Marulafruchtbasis, Alkoholgehalt: 17 % vol.
- Amarula Gold (seit 2014)[3] – Marulafruchtdestillat (30 % vol.)
- Amarula Raspberry, Chocolate & African Baobab (seit 2020)[4] – Sahnelikör auf Marulafruchtbasis (15,5 % vol.)
- Amarula Vanilla Spice (seit 2020)[5] – Sahnelikör auf Marulafruchtbasis (15,5 % vol.)
- Amarula Ethiopian Coffee (seit 2020)[6] – Sahnelikör auf Marulafruchtbasis (15,5 % vol.)
- Amarula Vegan Coconut (seit 2022)[7] – Kokosmilchlikör auf Marulafruchtbasis (15,5 % vol.)
- Amarula African Gin (seit Oktober 2022)[8] – Gin auf Marulafruchtbasis (43,0 % vol.)

## Marketing
Die Marke unterstützt die Elefantenforschung, um die Elefanten zu schützen und die Population zu erhalten. 2002 wurde das „Amarula Elephant Research Programme“ (AERP) unter der Leitung von Professor Rob Slotow von der Universität von KwaZulu-Natal in Durban/Südafrika ins Leben gerufen. Dieses erforscht in erster Linie die Lebensweise, den Bewegungsradius und das Verhalten der afrikanischen Dickhäuter mit dem Ziel, den Lebensraum der Elefanten zu schützen und ihre Zukunft in freier Wildbahn zu sichern.
Seit den 1990er Jahren ist Amarula auch im Lebensmitteleinzelhandel in Deutschland erhältlich.

## Auszeichnungen
2012 wurde Amarula im Rahmen der New York International Spirits Competition als Likör des Jahres zweifach mit Gold ausgezeichnet.